# Suicidal Angels
Suicidal Angels – grecka grupa wykonująca thrash metal założona w 2001 roku.

## Muzycy

### Obecny skład zespołu
- Aggelos Lelikakis - gitara basowa (od 2013)
- Orpheas Tzortzopoulos - perkusja (od 2001)
- Gus Drax - gitara (od 2015)
- Nick Melissourgos - gitara, śpiew (od 2001)

### Byli członkowie zespołu
- Chris Tsitsis - gitara (2012-2015)
- Angelos Kritsotakis - gitara basowa (2009-2013)
- Panos Spanos - gitara (2009-2012)
- Sotiris Skarpalezos - gitara basowa (2006-2008)
- Themis Katsimichas - gitara (2004-2008)
- Christine - gitara basowa (2004-2006)

## Dyskografia

### Albumy
- Eternal Domination (2007, OSM Record)
- Sanctify the Darkness (2009, Nuclear Blast)
- Dead Again (2010, NoiseArt Records)
- Bloodbath (2012, NoiseArt Records)
- Divide And Conquer (2014, NoiseArt Records)
- Division of Blood (2016, NoiseArt Records)
- Years of Aggression (2019, NoiseArt Records)
- Profane prayer (2024, Nuclear Blast Records)

### Inne
- United by Hate (2002, demo, własne)
- Angels' Sacrifice (2003, demo własne)
- The Calm Before the Storm (2004, demo własne)
- Bloodthirsty Humanity (2004, Kompilacja, OSM Record)
- Armies of Hell (2006, EP, OSM Record)